# Чернокоровское
Черноко́ровское — село в городском округе Богданович Свердловской области. Управляется Чернокоровским сельским советом.

## География

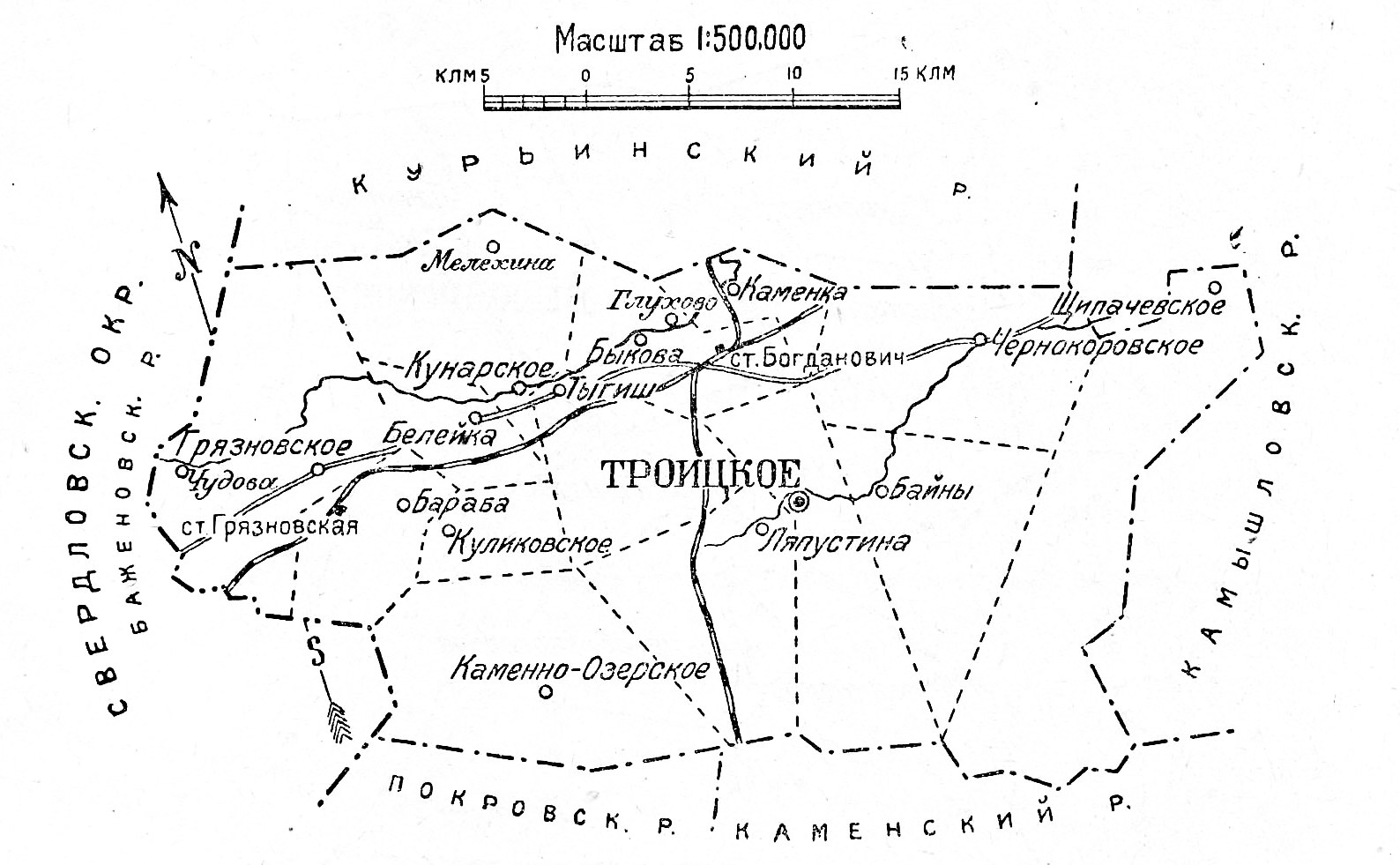
Чернокоровское на схеме Богдановичского района, 1928 год

Село Чернокоровское расположено на левом берегу реки Большой Калиновки. Ниже по течению создана система прудов. Село находится в 12 километрах на юго-восток от административного центра округа — города Богдановича. Вдоль северного края проходит Сибирский тракт.  
Часовой пояс
Чернокоровское, как и вся Свердловская область, находится в часовой зоне МСК+2. Смещение применяемого времени относительно UTC составляет +5:00.

## История
В 1838 году в селе Чернокоровском заложена Петропавловская церковь, каменная, двухпрестольная.
В 1875 году открыта школа.
В 2000 году создан приход во имя святых апостолов Петра и Павла.
В 2003 году освящён Паршинский родник, издавна почитавшийся благодаря чистой, вкусной и целебной воде.

## Население
| 2002 | 2010 | 2021 |
| ---- | ---- | ---- |
| 648  | ↘576 | ↘459 |

## Инфраструктура
По селу проходят 5 улиц: 
| 1. Заречная улица 2. Комсомольская улица 3. Молодёжная улица | 1. Партизанская улица 2. Переулок Победы |